# Millionaire (Pornofilm)
Millionaire ist ein Pornofilm der Private Media Group.

## Handlung
Der Film erzählt von der Jagd nach einer Schatzkarte, die zum Vermögen eines Nazigenerals führt. Die Geschichte beginnt am Ende des Zweiten Weltkriegs und erzählt von einer in fünf Teile zerrissenen Schatzkarte, die von einem General versteckt wurde. 50 Jahre später gibt ein Antiquitätenhändler den Schlüssel zum Geheimnis weiter und es beginnt eine Verfolgungsjagd.

## Auszeichnungen
- 2004: XRCO Award – Best DVD
- 2004: Venus Award Bester Europäischer Film
- 2004: Venus Award – Best DVD
- 2004: FICEB Award – Ninfa al mejor DVD (Beste DVD)
- 2005: AVN Award – Best DVD Extras[1]
- 2005: AVN Award – Best DVD Packaging

## Wissenswertes
- Der Film hatte ein Budget von 1,9 Millionen US-Dollar.
- Gedreht wurde unter anderem auf den Seychellen und in der Dominikanischen Republik.
- Im gleichen Jahr wurde mit Millionaire 2 der zweite und abschließende Teil veröffentlicht.